# Comté de Terrell (Géorgie)
Pour les articles homonymes, voir Comté de Terrell.
Le comté de Terrell est un comté de Géorgie, aux États-Unis.

## Démographie
| 1860  | 1870  | 1880   | 1890   | 1900   | 1910   |
| ----- | ----- | ------ | ------ | ------ | ------ |
| 6 232 | 9 053 | 10 451 | 14 503 | 19 023 | 22 003 |

| 1920   | 1930   | 1940   | 1950   | 1960   | 1970   |
| ------ | ------ | ------ | ------ | ------ | ------ |
| 19 601 | 18 290 | 16 675 | 14 314 | 12 742 | 11 416 |

| 1980   | 1990   | 2000   | 2010  | - | - |
| ------ | ------ | ------ | ----- | - | - |
| 12 017 | 10 653 | 10 970 | 9 315 | - | - |